# Jay Cocks
Jay Cocks (* 12. Januar 1944 in New York City) ist ein US-amerikanischer Drehbuchautor und Filmkritiker.
Cocks studierte am Kenyon College und war als Filmkritiker für das Time Magazin tätig. Seit 1993 ist er hauptberuflich als Drehbuchautor aktiv. Cocks arbeitet vor allem mit dem Regisseur Martin Scorsese zusammen, unter anderem 2016 am Film Silence.  2024 erschien die Filmbiografie Like A Complete Unknown über Bob Dylan, an der Cocks mit James Mangold arbeitete.
Seine Arbeit an dem Script von Titanic wurde in den Credits nicht erwähnt.
In seiner bisherigen Karriere wurde Cocks zweimal für den Oscar nominiert. 1994 für das Beste adaptierte Drehbuch für Zeit der Unschuld sowie 2003 für das Beste Drehbuch für Gangs of New York.

## Filmografie
- 1990: Made in Milan (Kurzfilm)
- 1993: Zeit der Unschuld (The Age of Innocence)
- 1995: Strange Days
- 2002: Gangs of New York
- 2004: De-Lovely – Die Cole Porter Story (De-Lovely)
- 2016: Silence
- 2024: Like A Complete Unknown (A Complete Unknown)